# Сутерланд
Сутерланд (англ. Sutherland) — русский угасший баронский род.
Род происходит из Шотландии и восходит к XVIII столетию. Потомство придворного банкира Ричарда Сутерланда (1739—1791), Именным Высочайшим указом императрицы Екатерины II от 7 июля 1788 года возведенного с нисходящим его потомством в баронское достоинство Российской империи.
Родоначальник был старшим сыном шотландского кораблестроителя Александера Сютерланда (Alexander Sutherland; ок. 1700—1760), принятого на русскую службу в 1736 году. Ричард Сютерланд, известный в России, как Сутерланд, был женат на Саре (ум. 1787) и имел дочь того же имени (род. 1766) и сына Ричарда (род. 1772, ум. не ранее 1790).

## Описание герба
Щит пересечен. Вверху в червленом поле золотая Императорская корона, в знак Высочайшей милости, за оказанные им ревностные и усердные заслуги. Внизу в лазуревом поле серебряный якорь, вокруг него обвился серебряный с червленой пастью дельфин, в знак того, что он усердием своим старался по коммерции оказывать услуги.
Над щитом золотая баронская корона с тремя страусовыми перьями, без намёта.

## Любопытные факты
В своих «Записках о пребывании в России в царствование Екатерины II» граф Сегюр приводит исторический анекдот о приказе Екатерины II петербургскому обер-полицмейстеру Рылееву «сделать из Судерланда чучелу» (речь шла об издохшей собачке императрицы). Этот случай стал сюжетной основой рассказа С. С. Наровчатова «Абсолют».